# Brun-Hagen Hennerkes
Brun-Hagen Hennerkes (* 4. Oktober 1939) ist ein deutscher Rechtswissenschaftler, Rechtsanwalt und Industrielobbyist. Er war bis Ende 2019 Vorsitzender des Vorstands der Stiftung Familienunternehmen.

## Leben
Hennerkes machte Abitur am Gymnasium Marianum (Warburg). Er studierte von 1960 bis 1964 zunächst alte Sprachen und anschließend Rechtswissenschaften an der Universität des Saarlandes, der Albert-Ludwigs-Universität Freiburg und der Universität Hamburg. 1966 promovierte er bei Konrad Hesse in Freiburg im Breisgau mit dem staatsrechtlichen Thema Die Grundrechte des Untersuchungsgefangenen.
1968 absolvierte er einen Managerlehrgang bei der Wirtschaftsvereinigung Stahl in Düsseldorf, an dessen Anschluss er zum jüngsten Mitglied der Direktionsabteilung der Mannesmann AG berufen wurde, wo er als Assistent des Vorstandsvorsitzenden Egon Overbeck fungierte. 1971 trat er in die Sozietät von Conrad Böttcher ein, der sich ausschließlich mit Familienunternehmen beschäftigte. 1981 wurde Hennerkes alleiniger Seniorpartner der Sozietät, die später den Namen Hennerkes, Kirchdörfer & Lorz erhielt. Er beriet Familienunternehmen in Deutschland, Österreich und der Schweiz in konzeptionellen Fragen und war tätig in der konzeptionellen Betreuung von europäischen Familienunternehmen, insbesondere Nachfolgekonzeption, und der rechtlichen sowie steuerlichen Organisation von Privatvermögen. 
Hennerkes begleitete die Ausgestaltung von Aufsichtsräten und Beiräten und war als Vorsitzender bzw. Mitglied in zahlreichen Kontrollgremien tätig (u. a. Bauerfeind AG, Berentzen, Edding, Eckes, Grünenthal, Hugo Boss, Jowat, Mahle, Uzin Utz, VBH Holding, Stöhr).
2002 gründete Hennerkes die gemeinnützige Stiftung Familienunternehmen, die sich für die Interessen von Familienunternehmen in Deutschland und Europa einsetzt. Bis 2019 war Hennerkes der Vorstandsvorsitzende der Stiftung Familienunternehmen.
Hennerkes verfasste wissenschaftlicher Veröffentlichungen zu Problembereichen des Familienunternehmens und das Standardwerks Die Familie und ihr Unternehmen.
1987 wurde er Honorarprofessor an der Universität Stuttgart für die Bereiche Wirtschafts- und Unternehmenssteuerrecht.

## Auszeichnungen
- 2009: Ehrendoktorwürde der Universität Witten/Herdecke[17]
- 2014: Ehrendoktorwürde der Philosophisch-Theologischen Hochschule Vallendar[18][19]

## Veröffentlichungen (Auswahl)
- Brun-Hagen Hennerkes, Mark K. Binz: Unternehmens-Steuerrecht. Oldenbourg, München 1985, ISBN 3-486-20082-8.
- Brun-Hagen Hennerkes, Rainer Kirchdörfer (Hrsg.): Unternehmenshandbuch Familiengesellschaften. Heymann, Köln 1995; 2. Auflage 1998, ISBN 3-452-23477-0.
- Brun-Hagen Hennerkes: Die Familie und ihr Unternehmen. Strategie, Liquidität, Kontrolle. Campus, Frankfurt am Main 2004, ISBN 3-593-37562-1.
- Brun-Hagen Hennerkes, George Augustin (Hrsg.): Wertewandel mitgestalten. Gut handeln in Gesellschaft und Wirtschaft. Herder, Freiburg im Breisgau 2012, ISBN 978-3-451-30618-1.
- Brun-Hagen Hennerkes, Rainer Kirchdörfer, Stefan Heidbreder, Nils Goldschmidt: Eigentum – Warum wir es brauchen. Was es bewirkt. Wo es gefährdet ist. Herder, Freiburg 2018, ISBN 978-3-451-37871-3.
- Brun-Hagen Hennerkes, Meine Zeit als Consigliere: Lebensaufgabe Familienunternehmen – Autobiographisches, Herder, Freiburg 2019, ISBN 978-3-451-38485-1